# 1-Naftol
1-Naftol – organiczny związek chemiczny z grupy fenoli. Stanowi izomer 2-naftolu różniący się położeniem grupy hydroksylowej.
1-Naftol to metabolit owadobójczego karbarylu i naftalenu. W połączeniu z 3,5,6-trichloro-2-pirydynolem wykazano jego działanie zmniejszające poziomu testosteronu dorosłych mężczyzn.